# Integridad académica
La integridad académica se refiere al conjunto de valores y principios que aseguran el comportamiento honesto y responsable en el ámbito educativo. Estos principios incluyen la honestidad, la equidad, la confianza, el respeto y la responsabilidad.La integridad académica es fundamental para mantener la calidad y la credibilidad del sistema educativo, promoviendo un entorno en el que el aprendizaje y la evaluación se realicen de manera justa y transparente.
La integridad académica implica que los estudiantes, profesores y administradores actúen con veracidad en todas sus actividades educativas. Esto significa que los estudiantes deben presentar trabajos originales, atribuir correctamente las fuentes de información y no incurrir en prácticas de plagio o fraude. El plagio, en particular, se define como el uso de ideas, palabras o trabajos de otros sin el debido reconocimiento, y es una de las formas más comunes de violación de la integridad académica.
La equidad en el ámbito académico se refiere a la igualdad de condiciones para todos los participantes. Esto implica que todos los estudiantes deben tener las mismas oportunidades para demostrar sus habilidades y conocimientos sin recurrir a ventajas indebidas. Las evaluaciones deben ser justas y basadas en criterios claros y transparentes.
La confianza es un pilar esencial de la integridad académica. Los estudiantes deben confiar en que sus esfuerzos serán evaluados de manera justa, mientras que los profesores deben poder confiar en que los trabajos presentados son producto del esfuerzo genuino de los estudiantes. Este ambiente de confianza fomenta una cultura de respeto y colaboración mutua.
El respeto en el contexto académico implica valorar y reconocer las contribuciones de otros, así como mantener una actitud de consideración hacia las ideas y opiniones de los demás. El respeto mutuo contribuye a un ambiente de aprendizaje positivo y constructivo.
La responsabilidad es otro componente clave de la integridad académica. Los estudiantes y profesores deben asumir la responsabilidad de sus acciones y comprender las consecuencias de las mismas. Esto incluye adherirse a las normas y políticas establecidas por las instituciones educativas y participar activamente en la promoción de un entorno académico íntegro.
Para fomentar la integridad académica, las instituciones educativas implementan políticas y procedimientos específicos. Estas políticas suelen incluir códigos de conducta, sistemas de detección de plagio, y mecanismos para reportar y sancionar las violaciones. La educación y sensibilización sobre la importancia de la integridad académica son también estrategias cruciales para prevenir comportamientos deshonestos.

## International Center for Academic Integrity
El International Center for Academic Integrity (ICAI) es una organización sin fines de lucro dedicada a promover la integridad académica en instituciones educativas de todo el mundo. Fundada en 1992 en la Universidad de Clemson, en Carolina del Sur, Estados Unidos, el ICAI tiene como misión proporcionar liderazgo, experiencia y recursos para cultivar comunidades educativas comprometidas con la honestidad, la confianza, la equidad, el respeto y la responsabilidad.
El ICAI es conocido por su trabajo en la sensibilización y educación sobre la integridad académica. La organización promueve campañas y programas educativos destinados a estudiantes y profesores, con el objetivo de fomentar una comprensión profunda de la importancia de la honestidad académica y de las consecuencias de las prácticas deshonestas. A su vez, organiza conferencias anuales, publica investigaciones y estudios sobre integridad académica, y la creación de materiales educativos y herramientas para la prevención del fraude y el plagio. Por ejemplo el  "Academic Integrity Assessment Guide" una herramienta que ayuda a las instituciones a evaluar y mejorar sus políticas y prácticas en relación con la integridad académica. Esta guía proporciona un marco para la autoevaluación y la mejora continua, permitiendo a las instituciones identificar áreas de fortaleza y oportunidades de mejora.

## Impacto: la universidad
La integridad académica se practica en la mayoría de las instituciones educativas, se observa en declaraciones de misión y está representada en los códigos de honor, pero también se enseña en clases de ética y se anota en los programas de estudio. Muchas universidades tienen, en sus sitios web, secciones dedicadas a la integridad académica en los cuales definen qué significa el término para la institución específica.
El código de honor puede ayudar a mejorar la confianza y la honestidad de los estudiantes y dar créditos a los que realmente lo escribieron. Puede ayudar a los maestros y estudiantes a crear un compromiso de honor que les permita imponer  castigos severos a quienes cometieron deshonestidad académica. El compromiso de honor se crea antes de que se asigne la tarea y se debe leer y firmar, para que pueda demostrar que el estudiante está de acuerdo en no violar ninguna regla.
Las universidades se han movido hacia un enfoque inclusivo, para inspirar la integridad académica, creando Consejos de Honor Estudiantil, así como  tomando un papel más activo para que los estudiantes tomen conciencia de las consecuencias del fraude académico.
Integridad académica es también el significado de lo que realmente se siente al involucrarse con muchas actividades en el campus y hacer contribuciones a su comunidad local.
Gary Pavela, Director de Programas Judiciales y Desarrollo Ético Estudiantil de la Universidad de Maryland declaró que "Promover el desarrollo moral de los estudiantes requiere la afirmación de valores compartidos. Más universidades están comenzando a centrarse en un valor que va al corazón de la empresa académica: un compromiso con la honestidad en la búsqueda de la verdad ".
Para ayudar a comprender el nivel de integridad académica de una universidad, el Centro Internacional para la Integridad Académica de la Universidad Clemson en el Instituto de Ética Rutland ha desarrollado una Guía de Evaluación del Campus que incluye información para que las universidades determinen su integridad académica actual.
Aparte de la Guía de Evaluación, el Departamento de Computación e  Ingeniería de la Universidad China de Hong Kong ha inventado un sistema de software para detección de plagio llamado VeriGuide. Este sistema ayuda a mantener los niveles de honestidad académica de varias instituciones académicas (tales como: universidades y colegios). A través de su sitio web, el sistema proporciona una plataforma para estudiantes y educadores para administrar  y entregar trabajos académicos (i.e. tareas estudiantiles). El sistema también proporciona una función para analizar la legibilidad de trabajos académicos y sirve como un sistema de recopilación de datos y una base de datos.
A pesar de estos avances, la deshonestidad académica sigue afectando a la universidad y en la década de los 90s las tasas de deshonestidad académica fueron tan malas y, en algunos casos, peores que en la década del 60.: 1  El reconocimiento de esta crisis ética está inspirando a muchas universidades a enfocarse más en  la promoción de valores comunes de integridad académica.
A la inversa, los críticos han llamado la atención sobre el hecho de que "la enseñanza y el aprendizaje se interrumpen porque los profesores, en un esfuerzo por controlar el plagio y proteger las nociones de capital intelectual, se ven obligados a interactuar con los estudiantes como detectives y no como maestros, asesores o mentores". El enfoque en controlar el plagio entre los estudiantes se critica como innecesariamente legalista y las reglas son más rígidas que aquellas necesariamente acordadas en la ley de propiedad intelectual (Marsh, 2004): 5  De manera similar, las contribuciones hechas desde una perspectiva social cuestionan o critican supuestos no examinados previamente sobre la "bondad inherente, universalidad y absoluta independencia, originalidad y autoría (Valentine, 2006). Autores que escriben sobre la dimensión social como Ede y Lundsford (2001) no sugieren la eliminación de nociones de autoría individual y, en su lugar,  la aceptación incondicional de copiar y colaborar. Más bien, la dimensión social resalta la necesidad de considerar ambas cosas y la importancia de deconstruir cómo la idea del "autor individual" podría estar sirviendo (o no sirviendo) a los objetivos de enseñanza (aprendizaje), servicio e investigación. Se insta a las instituciones de educación postsecundaria a que se retiren de la adopción sin sentido o basada en el miedo de la "cultura Turnitin" (Maruca, 2005) para permitir que se formulen estas preguntas con el espíritu de mejorar la integridad académica y el entorno de enseñanza y aprendizaje."